# Hélder de Souza
Hélder Eduardo de Souza Martins (* 28. November 1901 in Lissabon; † 2. Februar 1957) war ein portugiesischer Springreiter.

## Karriere
Hélder de Souza, der zwischen 1912 und 1918 Colégio Militar besuchte, nahm an den Olympischen Sommerspielen 1924 in Paris mit seinem Pferd Avro im Springreiten teil. Während er im Einzelwettkampf den 12. Platz belegte, konnte er im Mannschaftswettbewerb mit Aníbal d’Almeida und José Mouzinho de Albuquerque die Bronzemedaille gewinnen.
Vier Jahre später bei den Olympischen Spielen in Amsterdam blieb er ohne Medaille. Auch bei seiner dritten Olympiateilnahme in London 1948, wo er auf Optus antrat, konnte er keine Medaille gewinnen.